# Edukacja w Anglii
Edukacja w Anglii – całokształt działań służących kształceniu i wychowaniu na obszarze Anglii. Nadzorowana jest przez Department for Education (pol. Resort ds. Edukacji) oraz Department for Business, Innovation and Skills (pol. Resort ds. Biznesu, Innowacji i Umiejętności). Na poziomie samorządowym władze lokalne (ang. Local authorities, LAs) są odpowiedzialne za wdrażanie publicznej edukacji oraz prowadzenie szkół publicznych.

## Współczesna struktura edukacji w Anglii
System edukacji jest podzielony na cztery sektory wiekowe: edukacja wczesnoszkolna (3-4 lata), edukacja podstawowa (4-11 lat), edukacja ponadpodstawowa (11-18 lat) oraz szkolnictwo wyższe (ang. tertiary education) (>18 lat).
Edukacja w pełnym wymiarze czasowym jest obowiązkowa dla wszystkich dzieci w wieku 5-17 lat (od 2013 roku oraz od 2015 w przedziale wiekowym 5-18 lat). Obowiązek ten może być dopełniony w szkole lub poza nią. Dziecko zaczynające edukację podstawową powinno ukończyć 5 lat podczas pierwszego roku nauki. Po ukończeniu szesnastego roku życia uczniowie mogą kontynuować naukę ponadpodstawową przez kolejne 2 lata (ang. sixth form), co zwykle pozwala im uzyskać kwalifikacje określone przez standard Advanced level (A-level, pol. poziom zaawansowany). Dostępne są także inne ścieżki edukacji, jak w kierunku uzyskania kwalifikacji określonych przez standardy: Business and Technology Education Council (BTEC) qualifications (pol. Kwalifikacje Rady Edukacji Biznesu i Technologii), the International Baccalaureate (IB) oraz the Cambridge Pre-U (kurs przygotowujący do podjęcia studiów na uniwersytecie).
Górna granica wiekowa obowiązkowej edukacji została podniesiona do 18 lat przez akt prawny the Education and Skills Act 2008. Dla szesnastolatków zmiany wchodzą w życie w 2013 roku oraz w 2015 roku dla siedemnastolatków.